# Eisenacher Haus

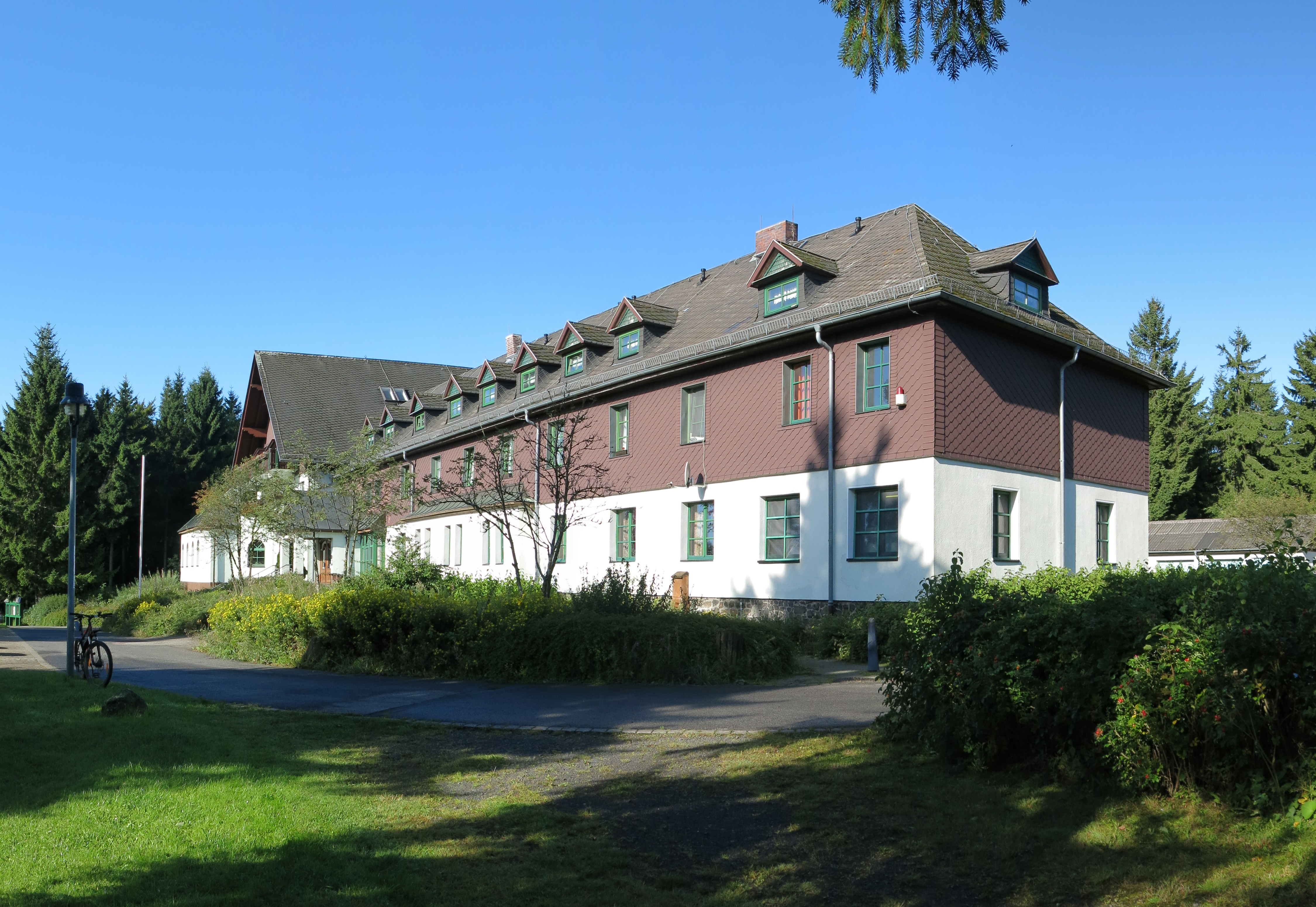
Eisenacher Haus

Das Eisenacher Haus, vom Rhönklub gebaut, steht auf dem Ellenbogen (813 m ü. NHN), der neben dem benachbarten Schnitzersberg (815,5 m) zu den höchsten Erhebungen im thüringischen Teil des Mittelgebirges Rhön gehört. Das Haus wurde 1928 etwa 200 m westlich vom Gipfel durch den Rhönklubzweigverein Eisenach erbaut. Durch eine wechselvolle Geschichte wurde es im Kalten Krieg erst enteignet und anschließend aufgrund der Grenznähe als Horchposten der Deutschen Demokratischen Republik genutzt. Derzeit befindet sich ein Hotelbetrieb im Haus. Das Haus gehört der Gemeinde Erbenhausen.
Ungefähr 1 km südwestlich vom Eisenacher Haus steht im Wald das Thüringer Rhönhaus (Bergrestaurant und -pension, u. a mit Tiergehege).

## Geschichte

### Anfänge
Bis in die 1920er Jahre stand auf dem Ellenbogen ein einfaches Blockhaus, errichtet vom Rhönklubzweigverein Kaltensundheim. Es wurde durch eine schlichte Steinbank aus heimischen Basaltsteinen ersetzt. Unweit davon erbaute der Rhönklub-Zweigverein Eisenach das Eisenacher Haus.

### Kalter Krieg und Wendezeit
1945 wurde der Rhönklub in Ostdeutschland verboten und das Eisenacher Haus zum Staatseigentum erklärt. Von 1948 bis 1962 war es Ferienheim des FDGB und des Zolls. Mitte der 1960er Jahre errichtete die Stasi der DDR auf der Kuppe eine Abhöranlage mit vier Radartürmen als Gegenstück zu der westdeutschen Anlage auf der Wasserkuppe und Ergänzung ähnlicher Anlagen auf dem Brocken im Harz und dem Wetzstein im Frankenwald. Die für den Betrieb der Anlage notwendigen technischen Einrichtungen wurden im Eisenacher Haus untergebracht, das durch einen Fertigteil-Anbau erweitert wurde. Das Bergplateau erhielt eine hoch gesicherte Einzäunung und wurde zum Sperrgebiet erklärt. Auf dem Berghaus entstand durch mobile Nachrichteneinheiten der Sowjetarmee ein Lager aus niedrigen Holzhütten, Erdbunkern und Zelten. Das Sperrgebiet um das Eisenacher Haus wurde fortan von der Bevölkerung Klein Sibirien genannt.
Am 13. Januar 1990, drei Monate nach der Wende, zogen etwa 300 Einwohner aus umliegenden Ortschaften vor das verriegelte Einfahrtstor am Eisenacher Haus und verlangten Einlass. Nach kurzer Verhandlung mit einem Major der NVA nahm eine Delegation das Gebäude in Augenschein und überzeugte sich von dessen desolatem Zustand. Zwei Tage später wurde die Delegation wieder zum Berghaus gerufen und unter ihrem Beisein die Abhöranlage außer Betrieb gesetzt sowie die Technikräume versiegelt. Nach weiteren zehn Tagen begann man mit dem Abbau aller technischen Einrichtungen. Zu diesem Zeitpunkt waren die sowjetischen Soldaten bereits abgezogen.
Der Rhönklub bemühte sich schon von der Wende an, das von ihm erbaute Eisenacher Haus wieder in seinen Besitz zu bekommen. Dies verhinderte jedoch die Klausel im Einigungsvertrag, dass eine Rückführung von Eigentum, das zwischen 1945 und 1949 unter sowjetischer Militäradministration enteignet wurde, nicht möglich ist.

### Heute
Das Eisenacher Haus liegt auf der Gemarkung der Gemeinde Erbenhausen. In den vergangenen Jahren wurde es als Tagungs- und Wanderhotel geführt, dem ein Gastronomiebetrieb angegliedert war und der neben hauseigenen Gästen von vielen Tagestouristen genutzt wurde. Seit 2023 sind sowohl Hotel als auch Restaurant geschlossen.
Der Rhönklub hat auf dem Ellenbogen wieder eine Bank-Tisch-Gruppe aus Holz aufgestellt. Die Eckert-Bank erinnert an den Begründer des Berghauses. Vom Gipfel fällt die umfassende Aussicht auf die Milseburger Kuppenrhön (Westliche Kuppenrhön).

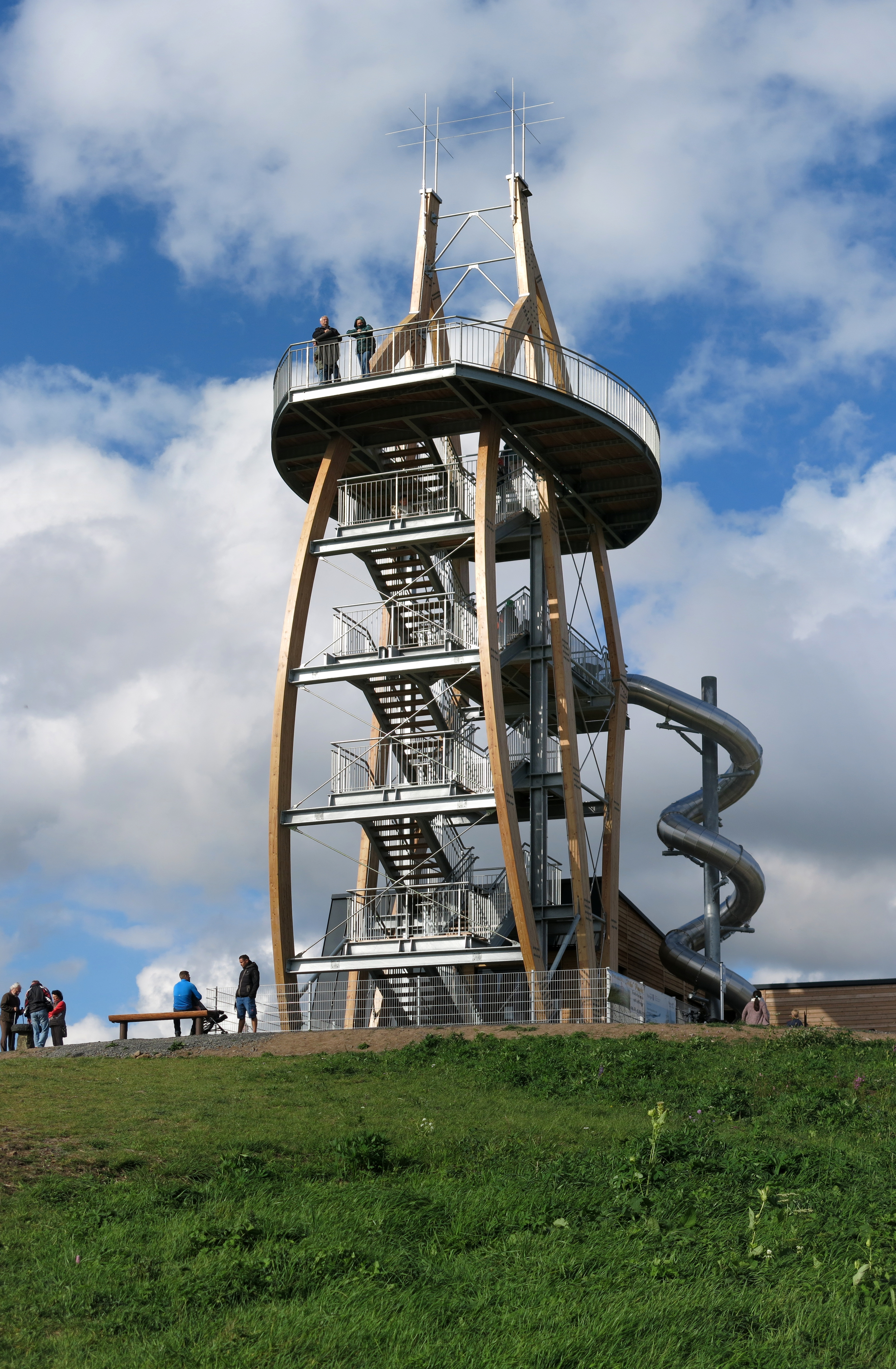
Noahs Segel in der Nähe des Eisenacher Hauses

Am 6. August 2017 wurde die mit 84 Treppenstufen über 9 Etagen hohe Aussichtsplattform „Noahs Segel“ unweit des Eisenacher Hauses auf dem Gipfel des Ellenbogens eröffnet.
Von der Plattform hat man aus 16 Metern Turmhöhe einen beinahe ungehinderten Rundblick, unter anderem auch auf das Eisenacher Haus. Als Ersatzabstieg auch für Kinder wurde eine 12 Meter hohe Erlebnisrutsche eingerichtet sowie ein Ausstellungspavillon zur Geologie, Geschichte und Flora der Rhön eröffnet.